# البحيرة الخضراء
البحيرة الخضراء (بالألمانية: Grüner See) هي بحيرة تقع في ولاية ستيريا النمساوية وتحديدًا بالقرب من بلدة تراچوز، يُحيط بها الجبال والغابات، ومائها نظيفة جدًا ومصدرها ذوبان الثلوج من الجبال المُحطية بها، حيث تبلغ درجة حرارتها 6-7 درجة مئوية (43-45 درجة فهرنهايت).
وخلال فصل الشتاء، عمق البحيرة لا يتجاوز سوى 1-2 أمتار و يتم استخدام المنطقة المحيطة بها كحديقة. ومع ذلك، خلال فصل الربيع، عندما ترتفع درجات الحرارة وتذوب الثلوج، ويملأ حوض البحيرة بالمياه، يصل أقصى عمق لها لما يقارب 12 مترًا من منتصف مايو إلى يونيو. وفي يوليو يبدأ الماء في الانحسار.

يعيش في البحيرة مجموعات متنوعة من الحيوانات مثل القواقع وبراغيث الماء، السرطانات الصغيرة، واليرقات، وأنواع مختلفة من سمك السلمون المرقط. النباتات ليست وفيرة بسبب أرضية البحيرة الصخرية.

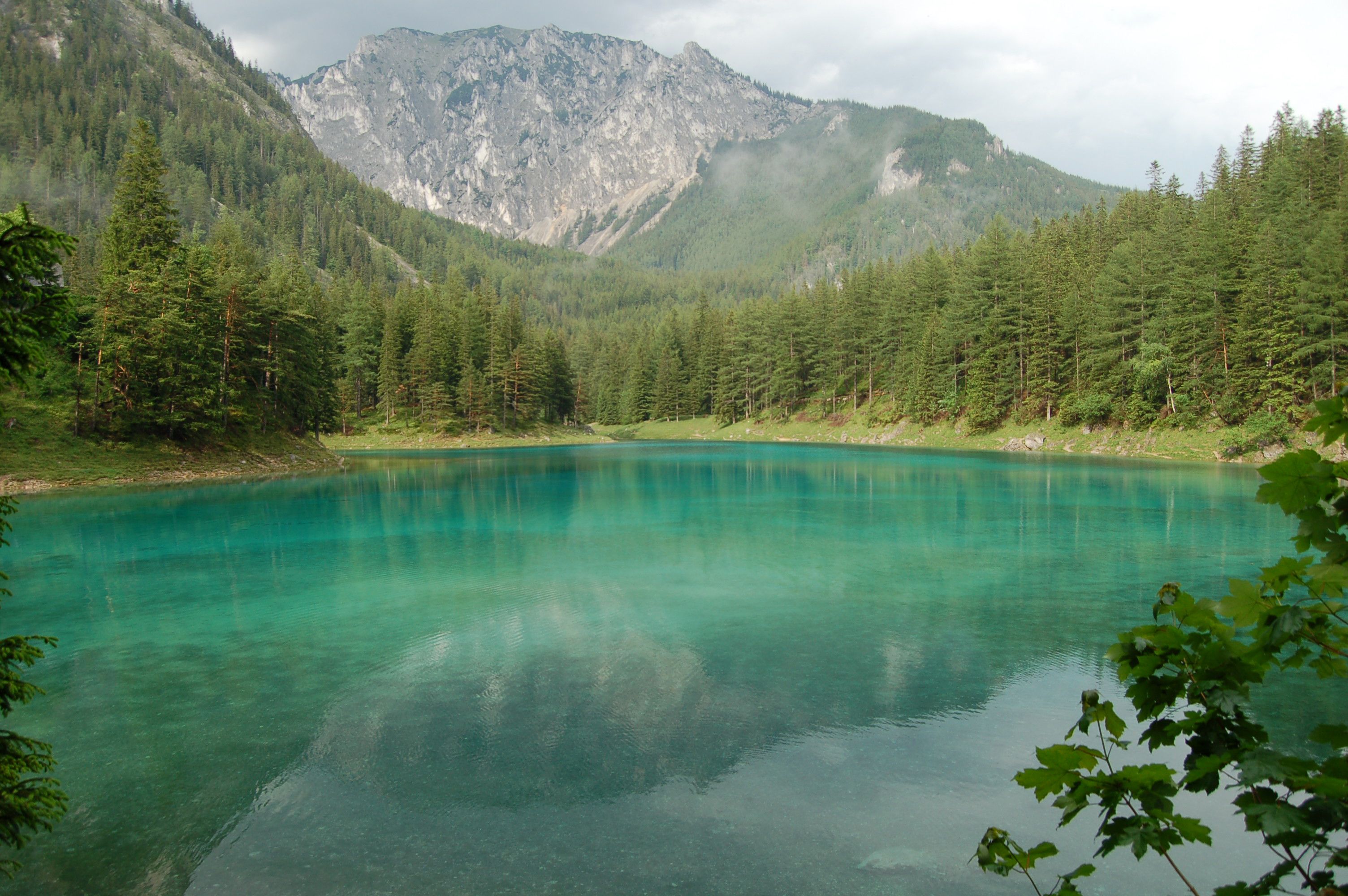
البحيرة الخضراء في النمسا.

## معرض الصور

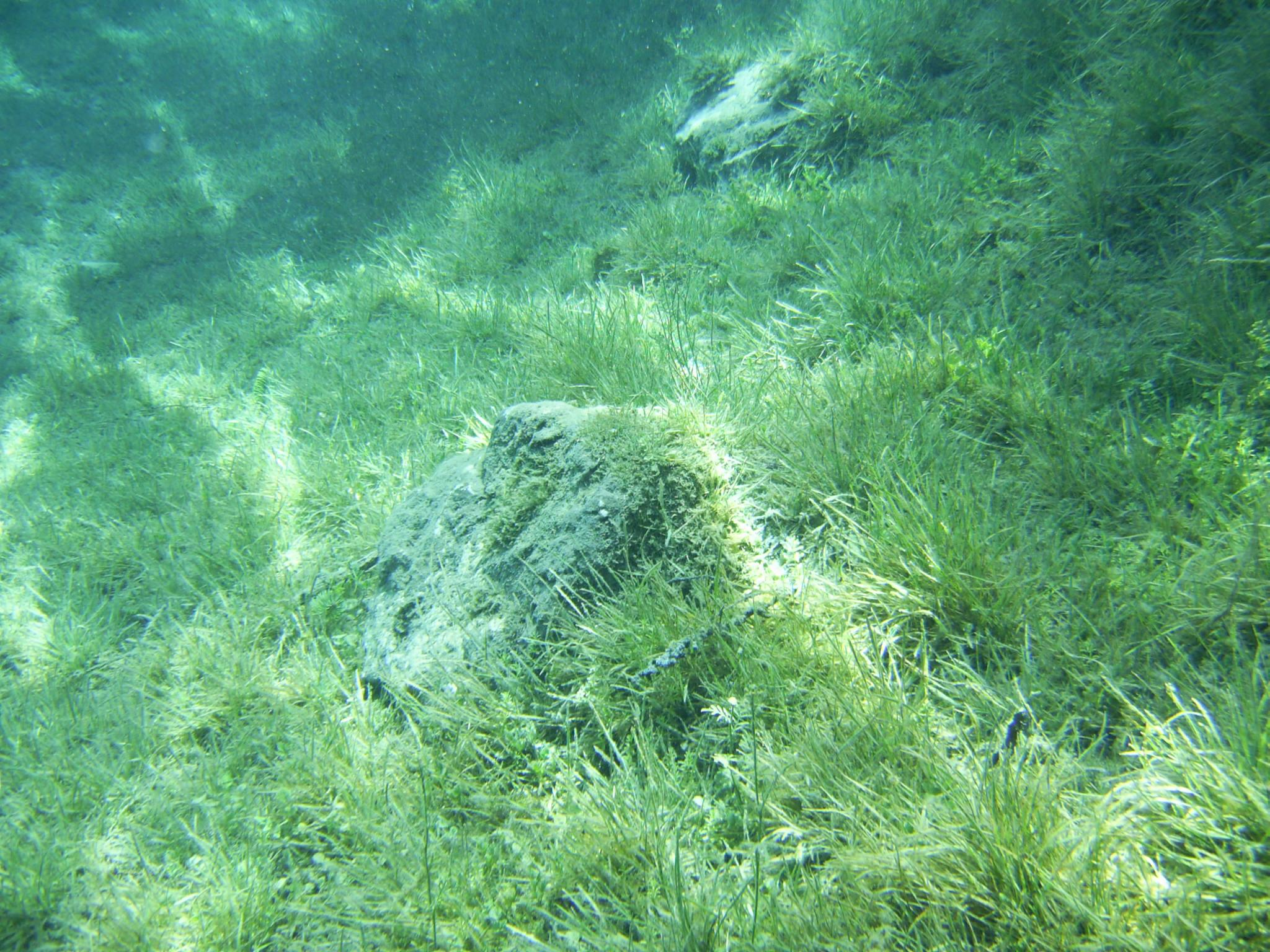
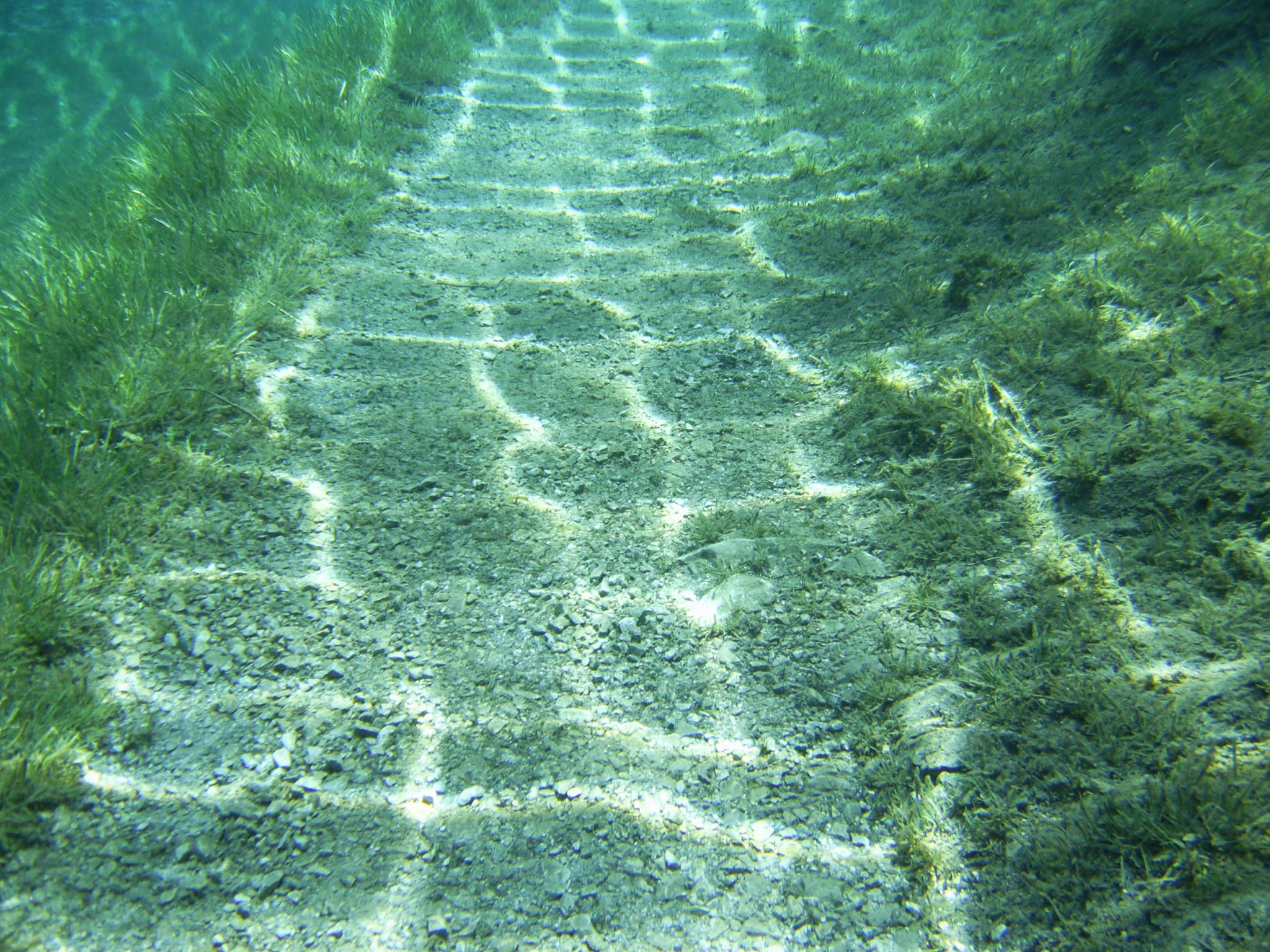
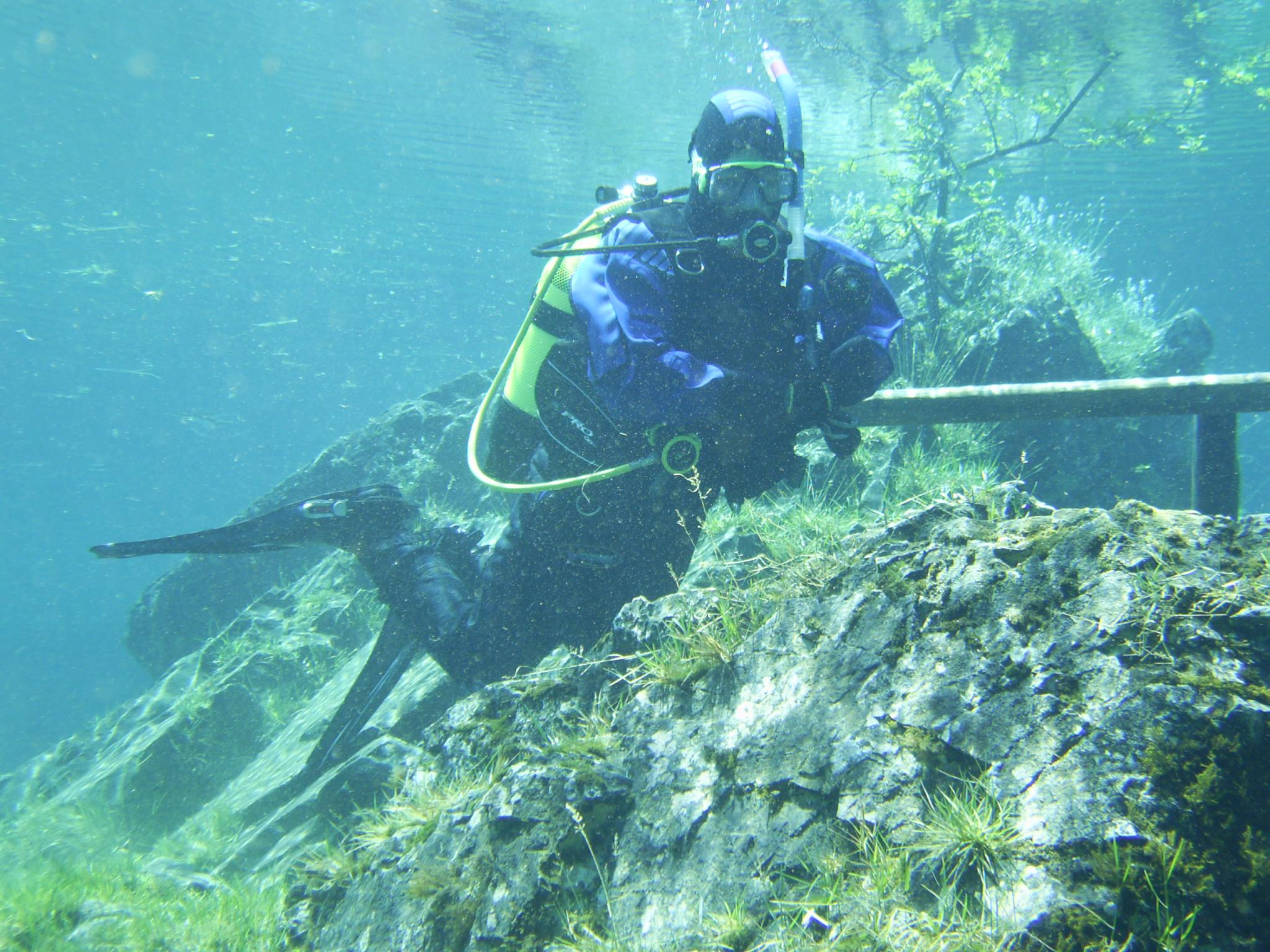
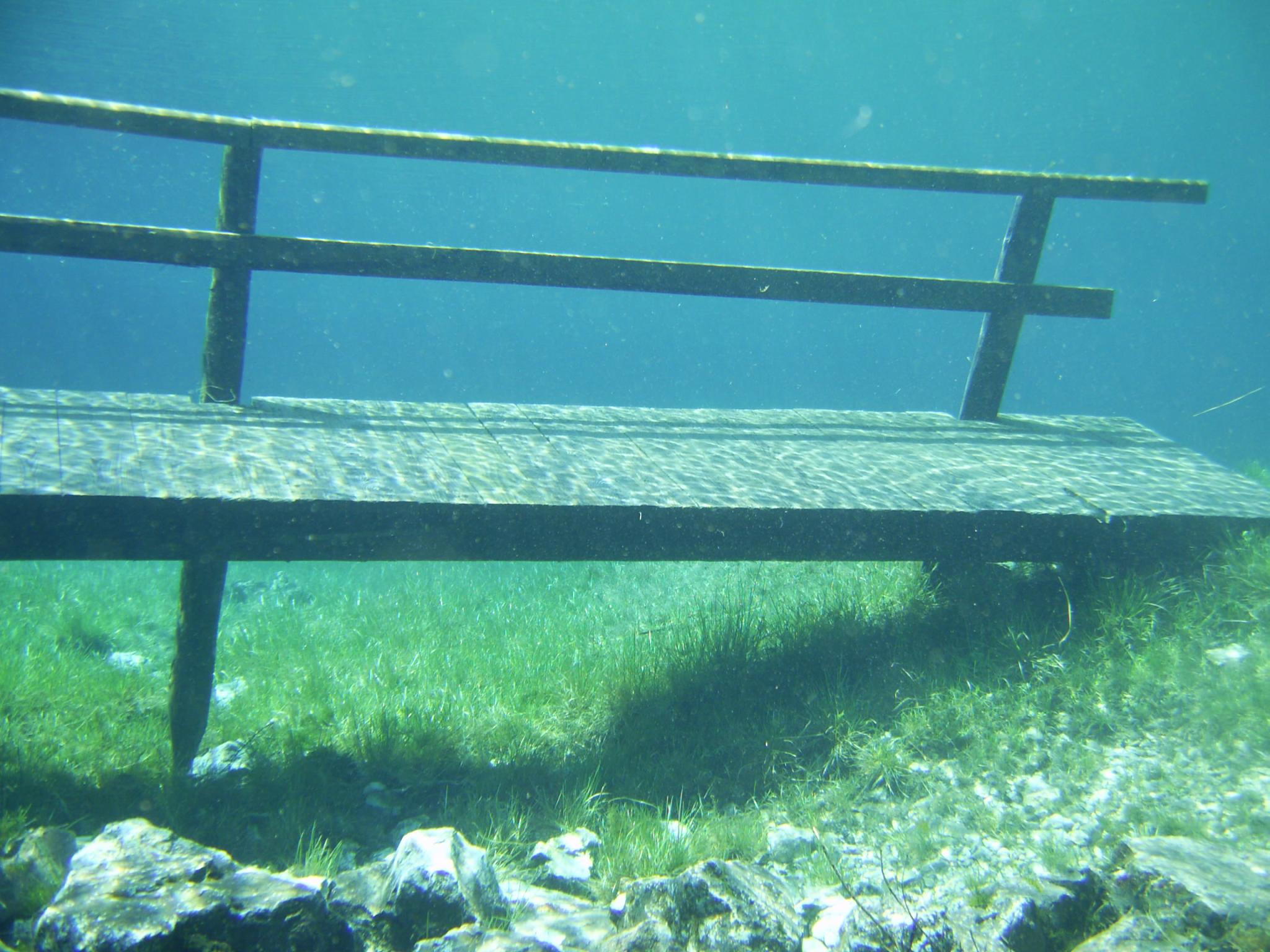